# Siti Nurhaliza
Siti Nurhaliza, született Siti Nurhaliza binti Tarudin (Pahang, Malajzia, 1979. január 11. –) malajziai énekes és színésznő.

## Diszkográfia
1. Siti Nurhaliza 1 (1996)
2. Siti Nurhaliza 2 (1997)
3. Cindai (1997)
4. Adiwarna (1998)
5. Seri Balas (1999)
6. Pancawarna (1999)
7. Sahmura (2000)
8. Safa (2001)
9. Sanggar Mustika (2002)
10. E.M.A.S (2003)
11. Anugerah Aidilfitri (2003)
12. Prasasti Seni (2004)
13. Transkripsi (2006)
14. Hadiah Daripada Hati (2007)
15. Lentera Timur (2008)
16. Tahajjud Cinta (2009)
17. CTKD: Canda, Tangis, Ketawa & Duka (2009)
18. All Your Love (2011)
19. Fragmen (2014)
20. SimetriSiti (2017)
21. ManifestaSITI2020 (2020)
22. Legasi (2021)